# Kampf der Künste
Kampf der Künste („KdK“) ist ein Label der 10 Punkte GmbH mit Hauptsitz in Hamburg und gilt europaweit als größter Anbieter für Poetry Slam und Bühnenliteratur. Die Geschäftsführung besteht aus Jan-Oliver Lange und Elisa Fischer.

## Geschichte
Gegründet wurde Kampf der Künste im Jahr 2005 von Jan-Oliver Lange und Michel Abdollahi. Bis 2014 wurden die Veranstaltungen vom Verein Talent Kultur organisiert, von 2015 bis 2019 war die neugegründete Slam Kultur gGmbH Träger des Labels, seit 2019 die 10 Punkte GmbH.

### Veranstaltungen
Die erste von Kampf der Künste organisierte regelmäßige Veranstaltungsreihe fand in den Zeise-Kinos in Hamburg statt, wo Poetry Slams als Late-Night-Programm durchgeführt wurden. Diese Reihe wird bis heute fortgesetzt und findet ihren Höhepunkt beim Jahresfinale der jeweiligen Monatssieger, das seit 2007 traditionell im mit fast 1.200 Zuschauern ausverkauften Deutschen Schauspielhaus ausgetragen wird.
Aktuell umfasst das Kampf-der-Künste-Programm jährlich über 100 Poetry Slams, Slam-Shows, Stand-Up-Comedy-Shows sowie Kurzfilm- und Singer-Songwriter-Wettbewerbe. Der Schwerpunkt liegt dabei in Hamburg, regelmäßige Gastspiele gibt es unter anderem in Lüneburg, Stralsund, Stade, Greifswald, Rostock, Itzehoe und Frankfurt (Oder). Im Jahr 2011 organisierte das Team um Kampf der Künste gemeinsam mit Hamburger Slamveranstalter-Kollegen die deutschsprachige Poetry-Slam-Meisterschaft mit einem Finale vor über 4.000 Zuschauern in der Barclays Arena. 2015 konnte dieser Rekord mit dem weltweit größten Poetry Slam der Welt auf der Trabrennbahn Hamburg vor rund 5000 Besuchern, ebenfalls von Kampf der Künste in Zusammenarbeit mit FKP Scorpio, gebrochen werden. In Kooperation mit Karsten Jahnke wurden 2017, 2019 und seit 2021 jährlich Slams im Hamburger Stadtpark veranstaltet. Auch die Elbphilharmonie wird seit 2018 regelmäßig mit Slam-Veranstaltungen bespielt. Der Gründer Jan-Oliver Lange erfand zudem das Format „Best of Poetry Slam“, bei dem einer limitierten Anzahl von ausgewählten Künstlern mehr Zeit zugesprochen wird, als in den ursprünglichen Regeln festgelegt ist. Weitere Sonderformate sind etwa Jazz Slams, der Wortmonster-Slam, der sich gezielt an Kinder richtet sowie ein Queer-Slam, der seit 2022 jährlich auf Kampnagel stattfindet und ausschließlich queeren Personen eine Bühne bietet. Auch ein Slam mit simultaner Übersetzung in Gebärdensprache fand 2019 im Ernst-Deutsch-Theater statt. 
Zusammen mit dem MS-Dockville-Team der Kopf & Steine GmbH veranstaltete Kampf der Künste zwischen 2016 und 2019 jährlich das Poetry Slam Festival „Slamville“ auf dem MS Artville-Gelände. Dort treten neben Slam-Poeten auch Musiker und Comedians auf, etwa Die Höchste Eisenbahn, Antje Schomaker, Juse Ju, Heinz Strunk, Kathrin Weßling, Torsten Sträter, Sophie Passmann und Hazel Brugger. Unter dem Label "KDK Stand-Up" gibt es zudem seit 2023 verschiedene Stand-Up-Comedy-Shows an unterschiedlichen Orten, so etwa auch in der Elbphilharmonie. Gäste waren unter anderem Till Reiners, Filiz Tasdan, Alex Stoldt, Shahak Shapira, Fabi Rommel, Teresa Reichl, Fred Costea, Helene Bockhorst, Osan Yaran und Quichotte.
Des Weiteren führt Kampf der Künste regelmäßig Benefizshows für unterschiedliche gesellschaftliche und karitative Zwecke durch, etwa zugunsten von Organisationen, die in der Ukraine humanitäre Arbeit leisten, für GoBanyo und Hinz & Kuntz. Zu ausgewählten Veranstaltungen haben Menschen, die sich den Eintritt nicht leisten können, freien Eintritt.
Jährlich besuchen insgesamt etwa 85.000 Menschen Veranstaltungen von Kampf der Künste.

### Sonstiges
2014 und 2017 wurden von Kampf der Künste die beiden Anthologien „Best of Poetry Slam #1“ und „Best of Poetry Slam #2“ mit Texten von erfolgreichen Slam Poeten und zugehörigen Illustrationen herausgegeben. Darüber hinaus wird der YouTube-Kanal „Poetry Slam TV“ mit Videos von Kampf der Künste veranstalteten Events sowie Eigenproduktionen („Lokalrunde“) bespielt. Der Kanal hat derzeit über 200.000 Abonnenten und ist damit der größte seiner Art im deutschsprachigen Raum. Auch Online-Streams, etwa in Koproduktion mit dem Social-TV-Sender ONE, werden durchgeführt. So gab es während der Corona-Pandemie monatlich den „Stream of Poetry Slam“, bei dem Paulina Behrendt und Johannes Floehr moderierten. Dort gab es ein wechselndes Line-Up von Slam-Poeten und die Zuschauer konnten live im Stream abstimmen, wer gewinnt. Darüber hinaus wurde 2020 der Podcast „Slam auf's Ohr“ ins Leben gerufen, bei dem es Talk-Elemente, Featured-Beiträge und auch Texte zu hören gibt. Abgestimmt wurde im Anschluss an die Folgen auf der Homepage von Kampf der Künste. Weitere Kooperationen fanden zudem unter anderem mit Die Zeit, Hinz&Kunzt, Viva con Agua, Junge Symphoniker Hamburg, Symphoniker Hamburg, Dialog im Dunkeln und dem Bucerius Kunst Forum statt.
2017 wurde außerdem das Workshop-Projekt #lautsprecher für Schüler in Hamburger Stadtteilschulen gegründet. Bei den von Kampf der Künste durchgeführten Workshops, die sich in erster Linie an Schulen mit starkem Förderbedarf richten, werden Kreatives Schreiben mit Performance-Übungen verbunden, zudem findet eine Abschlusspräsentation der erarbeiteten Texte statt.

## Award
Im Januar 2023 wurde in der Elbphilharmonie erstmals der „Kampf der Künste“-Award vergeben. Der Publikumspreis (1.000 €) und der Jurypreis (4.000 €) sind dotiert.
|                | Preisträger                                      | Laudator                                            |
| -------------- | ------------------------------------------------ | --------------------------------------------------- |
| Jurypreis      | Jule Weber                                       | Christine Brinkmann, Lisa Jaspersen, Karsten Strack |
| Publikumspreis | Jean-Philippe Kindler                            | -                                                   |
| Ehrenpreis     | Torsten Sträter                                  | Johannes Floehr                                     |
| Held*in        | Ernst-Deutsch-Theater                            | David Friedrich                                     |
| Szene-Award    | FOMP (Bühnenkultur in Wien und Niederösterreich) | Klara Györbiro                                      |
| Rising Star    | Paulina Behrendt                                 |                                                     |

|                | Preisträger      | Laudator                                            |
| -------------- | ---------------- | --------------------------------------------------- |
| Jurypreis      | Julian Heun      | Christine Brinkmann, Lisa Jaspersen, Karsten Strack |
| Publikumspreis | Paulina Behrendt | -                                                   |
| Ehrenpreis     | Nora Gomringer   | Sebastian 23                                        |
| Held*in        | Superbude        | Hinnerk Köhn                                        |
| Szene-Award    | Slam Alphas      | Anna Bartling                                       |
| Rising Star    | Benjamin Poliak  |                                                     |

|                | Preisträger              | Laudator                                          |
| -------------- | ------------------------ | ------------------------------------------------- |
| Jurypreis      | Abdul Kader Chahin       | Christine Brinkmann, Lisa Jaspersen, Sebastian 23 |
| Publikumspreis | Noah Klaus               | -                                                 |
| Ehrenpreis     | Hazel Brugger            | Phibi Reichling                                   |
| Held*in        | Deutsches Schauspielhaus | Julius Fischer                                    |
| Rising Star    | Theresa Sperling         | -                                                 |

## Veröffentlichungen
- Als Herausgeber: Best of Poetry Slam Nr. 1. Kampf der Künste/Talent-Kultur e.V., Hamburg 2014, ISBN 978-3-00-046942-8.
- Als Herausgeber: Best of Poetry Slam Nr. 2. Kampf der Künste/Slam Kultur gGmbH, Hamburg 2017, ISBN 978-3-00-056611-0.